# Языковский сельсовет (Башкортостан)
Языковский сельсовет — муниципальное образование в Благоварском районе Башкортостана.

## История
Согласно «Закону о границах, статусе и административных центрах муниципальных образований в Республике Башкортостан» имеет статус сельского поселения.

## Население
| 2002  | 2009  | 2010  | 2012  | 2013  | 2014  | 2015  |
| ----- | ----- | ----- | ----- | ----- | ----- | ----- |
| 7585  | ↗8149 | ↘8040 | ↗8134 | ↗8158 | ↗8355 | ↗8448 |
| 2016  | 2017  |       |       |       |       |       |
| ↗8482 | ↗8546 |       |       |       |       |       |

## Состав сельского поселения
| № | Населённый пункт | Тип населённого пункта       | Население |
| - | ---------------- | ---------------------------- | --------- |
| 1 | Языково          | село, административный центр | ↗7004     |
| 2 | Коб-Покровка     | село                         | ↗557      |
| 3 | Домбровка        | деревня                      | ↘388      |
| 4 | Топоринка        | деревня                      | ↘322      |
| 5 | Узыбаш           | деревня                      | ↗238      |
| 6 | Заречный         | деревня                      | ↗106      |
| 7 | Хлебодаровка     | деревня                      | ↗51       |
| 8 | Старогорново     | деревня                      | ↗10       |

В 1989 году упразднена  деревня Симбугино (Указ Президиума ВС Башкирской АССР от 17.06.1989 N 6-2/214 «Об исключении из учетных данных некоторых населенных пунктов»).